# Soulignonne
Soulignonne /suliˈɲɔn/ è un comune francese di 747 abitanti situato nel dipartimento della Charente Marittima nella regione della Nuova Aquitania.

## Società

### Evoluzione demografica
Abitanti censiti